# Нађа Петровић
Нађа Петровић (Београд, 1997) српска је књижевница и сценаристкиња.

## Биографија
Завршила је Пету београдску гимназију, драматургију на Факултету драмских уметности и мастер студије режије на истом факултету.
Петровићева је освојила треће место на конкурсу „Млади књижевни суперталенти”, након чега јој је објављен роман „То је то“ („Самиздат Б92“).
Њене приче су објављиване у збиркама „Приче са градских ћошкова“, „Студентске приче“ и „Мокри(н) чвор“.
Роман Медузе живе заувек док их не ухвате је ушао у ужи избор за НИН-ову награду.
Кратки филмови за које је писала сценарио освојили су преко сто награда, укључујући главну награду 66. Мартовског филмског фестивала и специјалну награду ФФ Tous Courts у Француској. Добила је награду Срце Сарајева за најбољи студентски филм 2024.

## Дела
Романи
- То је то, 2015.[1][6][7]
- Медузе живе заувек док их не ухвате, 2023.[8]

Одабрана сценарија
- Ми смо видели лето, 2019.[3]
- Шербет, 2019.[3]
- Све како треба, 2020.[3]